# Herrlisheim-près-Colmar
 Herrlisheim-près-Colmar  là một xã ở tỉnh Haut-Rhin trong vùng Grand Est ở đông bắc Pháp. Xã này có diện tích 7,68 kilômét vuông, dân số năm 1999 là 1685 người. Khu vực này có độ cao 195 mét trên mực nước biển.